# 陳震 (歌手)
陳震（1967年6月19日—），本名陳柏菁，台灣創作男歌手，1994年發行首張專輯《不要讓我再愛你再想你》，1994年獲得第6屆金曲獎「最佳新人獎」。此後持續創作詞曲和演唱。

## 音樂作品

### 原創專輯
| 專輯 | 發行日期 | 專輯名稱                 | 語言 | 曲目 |
| 1    | 1994年   | 《不要讓我再愛你再想你》 | 國語 | 1. 不要讓我再愛你再想你 2. 告訴愛你的我 3. 我知道有一天我會心碎 4. 要走就別再回頭看我 5. 失去聯絡 6. 別讓我看不見你 7. 你從未想過 8. Blues 9. 以為你能瞭解我沈默中的溫柔 10. 心中的話 |

### 個人專輯外的詞曲創作
| 發行日期 | 歌手       | 歌曲名稱       | 填詞          | 作曲 | 專輯名稱          |
| 1995年   | 百合二重唱 | 心疼           | 胡如虹/陳維祥 | 陳震 | 10大冠軍曲3(心疼) |
| 1996年   | 羅時豐     | 酒茫心也茫     | 許欣雲/邱凌煙 | 陳震 | 感情到最後        |
| 1997年   | 姚黛瑋     | 你還能愛我多久 | 許欣雲        | 陳震 | 聲音              |

### 網路平台原創音樂作品
| 年份       | 曲目                   |
| 1997年5月  | 折磨                   |
| 2001年10月 | 我不要讓你知道         |
| 2003年7月  | 幸福                   |
| 2008年4月  | 身不由己               |
| 2008年4月  | 放手是成全了背叛的藉口 |
| 2008年4月  | 我濕透．我心動了       |
| 2008年5月  | 轉角                   |
| 2008年5月  | 風雨中的迷失           |
| 2008年9月  | 澎湖的夜和那個女孩     |

## 獎項紀錄
| 年份   | 頒獎典禮    | 獎項   | 作品                     | 結果 |
| ------ | ----------- | ------ | ------------------------ | ---- |
| 1994年 | 第6屆金曲獎 | 新人獎 | 《不要讓我再愛你再想你》 | 獲獎 |

## 相關網站
- 陳震的Youtube頻道 （页面存档备份，存于）